# 1981 Extended Play
1981 Extended Play é o primeiro EP da banda americana I Don't Know How But They Found Me. Foi lançado 9 de novembro de 2018 pela gravadora Fearless Records e possui três singles. Alcançou a primeira posição na parada Heatseekers Albums da Billboard.

## Descrição
O EP segue a premissa da banda de músicas estilo década de 1980 em títulos como Do It All The Time e Bleed Magic. Segundo o membro e produtor da banda, Dallon Weekes, o tema do álbum é "o oposto de uma carta de amor para Los Angeles". 

## Faixas do álbum
| N.º | Título               | Duração |  |
| 1.  | "Introduction"       | 0:32    |  |
| 2.  | "Choke"              | 3:15    |  |
| 3.  | "Social Climb"       | 2:56    |  |
| 4.  | "Bleed Magic"        | 3:23    |  |
| 5.  | "Absinthe"           | 3:03    |  |
| 6.  | "Do It All The Time" | 2:47    |  |

## Equipe e colaboradores
Banda:
- Dallon Weekes - vocalista, baixista, guitarrista, tecladista.
- Ryan Seaman - baterista, percussão, vocais de apoio.